# Arimaspes
Els arimaspes (en grec antic Αριμασποί en llatí arimaspi) era un poble llegendari al nord de la Regió d'Escítia que vivia al peu de les Muntanyes Riphean, identificades segons com amb els Urals o els Carpats. Totes les històries i llegendes de les seves lluites amb els grius guardians de l'or a les terres d'Hiperbòria prop de la cova de Bòreas, el vent del nord (Geskleithron), tenen el seu origen en l'obra perduda de Arístees, reportada per Heròdot.

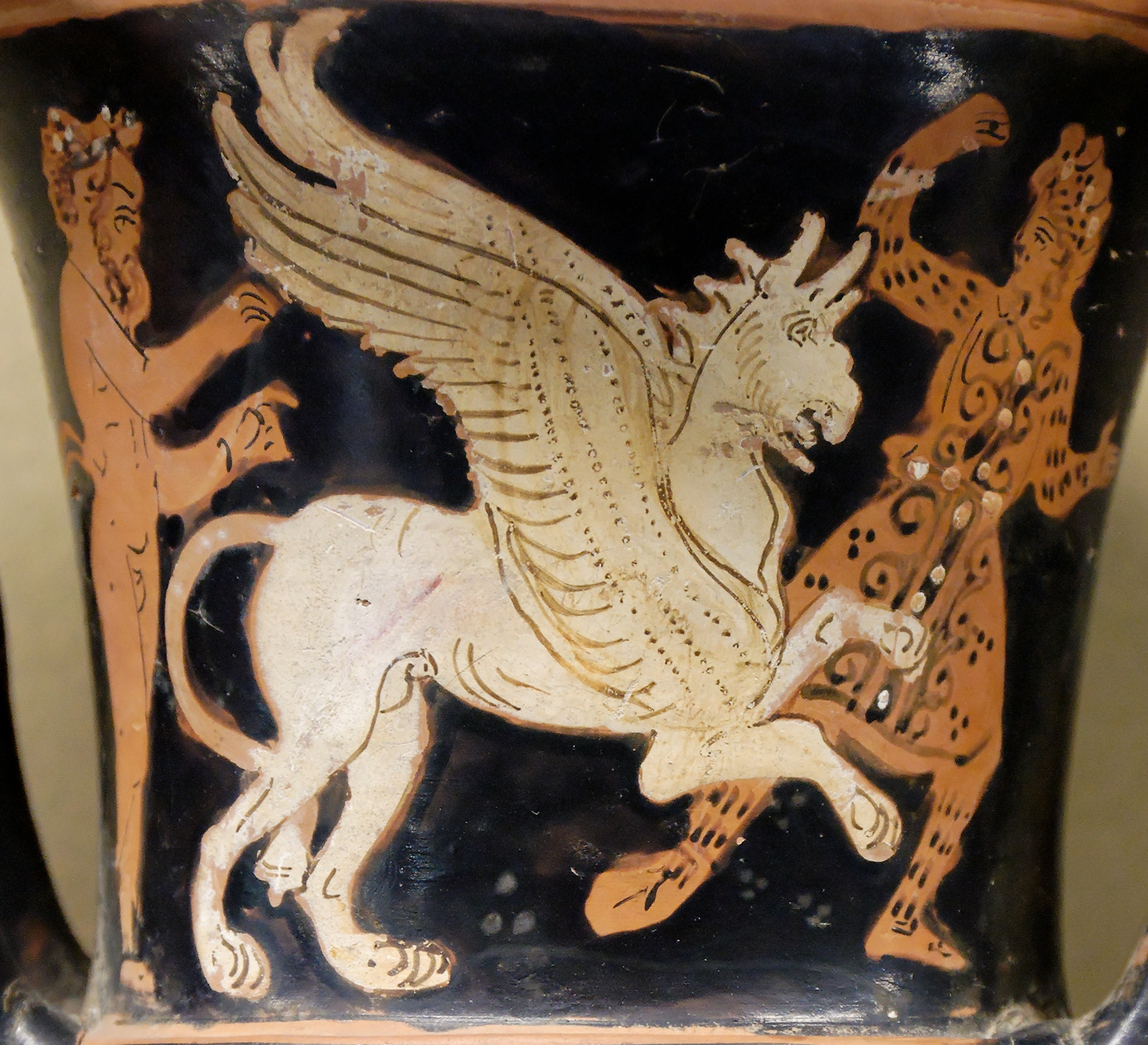
Les batalles entre grius i guerrers escites era un motiu de decoració pintada als gots grecs. Descendents espirituals dels bornis arímaspaes de l'Àsia interior poden ser trobats en la decoració lateral de mapes medievals i a les imatges monstruoses de Hieronymus Bosch.

Els arimaspes són descrits per Arístees de Proconnès en el seu perdut poema arcaic Arimaspea. El Proconnès és una petita illa en el mar de Màrmara prop de la desembocadura del mar Negre, ben situada per escoltar les històries dels viatgers de les regions del nord del Mar Negre. Arístees narra en el curs del poema que era en un estat de "fúria bàquica" quan va viatjar cap al nord i va veure els arimaspes, tal com conta Heròdot:
Aquest Arístees posseït per Febos, va visitar els Issedons; més enllà (diu ell) hi viuen els bornis Arimaspes, més enllà són els Grius que custodien l'or, més enllà un altre cop els Hiperbòria, el territori dels quals arriba fins al mar. Exceptuant aquests últims, tots aquests pobles (i els primers de tots els Arimaspes) són sempre en guerra amb els seus veïns.